# 南充市 (县级市)
县级南充市，中国旧地名，曾是四川省县级市。
1950年3月，川北行政区由南充县析置县级南充市，由川北行政区直辖，并作为川北行政区行署驻地。1952年，川北行政区撤销，县级南充市划入四川省南充专区，同时作为专署驻地。1968年，南充专区改为南充地区。1993年7月2日，国务院以国函〔1993〕96号文批准撤销南充地区，设立地级南充市，同时撤销县级南充市、南充县，设立南充市顺庆区、高坪区和嘉陵区管辖原县级南充市、南充县的行政区域。